# Йоганн Фрейтаг фон Лорінггофен
Йоганн Фрейтаг фон Лорінггофен (нім. Johann Freitag von Loringhoven; бл. 1430 — 26 травня 1494) — 40-й магістр Лівонського ордену в 1483—1494 роках.

## Життєпис
Походив з вестфальського шляхетського роду Фрейтаг фон Лорінггофенів. Народився близько 1430 року або дещо пізніше в замку Лорінггофен. Змолоду разом з родичами перебрався до Лівонії. Вперше письмо згадується 1451 року як лицар Ордену в місті Ревель. 1472 року призначено комтуром Ревеля, який мав подвійне підпорядкування — безпосередньо магістру Лівонського ордену та великому магістру Тевтонського ордену.
1483 році брав участь у виступі проти невдалої політики магістра Бернгарда фон дер Борха, якого на капітулі в Вендені було позбавлено посаді. Тоді ж Йоганна Фрейтага фон Лорінггофена було обрано магістром Лівонського ордену, але на посаді його було затверджено лише 1486 року великим магістром Мартином Трухзесом фон Ветцгаузеном.
Незважаючи на несхвалення дій попередника, новий очільник ОРден вирішив продовжити війну проти ризького магістрату та ризького архієпископа Стефана фон Грубена. У відповідь ризьке військо взяло в облогу важливий замок Вайсенштайн. У грудні 1483 року помирає ризький архієпископ Стефан Грубе, чим вирішив скористатися магістр Лівонського ордену, перейшовши у наступ. Він запропонував свою кандидатуру — Міхаель Гідебрандта. Протягом 1484 року магістр зазнав тяжкої поразки біля Динамюнде (22 березня), на бік Риги перейшов Ревель. Також їй надавали допомоги члени Ганзи. 18 травня рижани захопили замок Вайсенштайн. У відповідь орденські війська захопили замки Кройцбург, Ікскуль і Зесвеген. 22 серпня було підписано перемир'я, за яким Рига не визнавала Гільдебрандта. Також в цей час самого Йоганна Фрідріха фон Лорінкгофена не було затверджено на посаді.
Втім 12 серпня 1484 року помирає папа римський Сикст IV, що був союзником Риги. Новий понтифік Іннокентій VIII підтримав кандидатуру Міхаеля Гільдебрандта. Завдяки цьому зумів посилити вплив на Ризьке архієпископство, а ризький магістрат опинився наодинці у протистоянні з Лівонським орденом. 1486 року ризький магістрат визнав нового архієпископа, а 14 березня того ж року було укладено мирний договір між Орденом і Ригою, за яким остання збергела усі землі, що були до війни, а також стала власницею Динамюнде. Магістр зобов'язався викупити урижан полонених за 20 тис. лівонських марок.
Проте 1489 році конфлікти з Ригою поновилися, тому магістр відновив проти магістрату військові дії. Рига в свою чергу уклала союз зі Швецією. 1491 року війська Ордену завдали нищівної поразки рижанам у битві біля Нойєрмблена. В результаті Рига вимушена була погодитися на нові перемовини. 30 березня того ж року було укладено мирний договір в Вольмарі, за яким ризький магістрат звільняв усіх полонених лицарів без викупу, скасовував союз зі Швецією, повертав Лівонському ордену Линамюнде та інші замки, а зруйновані зобов'язався відновити за власний кошт, надано допуск архієпископа Міхаеля Гільдебрандта до Риги. У 1492 році Йоганн Фрейтаг фон Лорінггофен і архієпископ Ризький відновили Кірхгольмський договір 1452 року, за яким Рига перебувала у спільній зверхності Лівонського ордену та архієпископства Ризького.
Невдовзі Йоганн Фрейтаг фон Лорінггофен вимушений був відмовитися від подальшої політики розширити владу Ордену в середині Лівонії, оскільки відновилася загроза з боку Великого князівства Московського. 1492 року московити звели навпроти Нарви фортецю Івангород, яка повинна була тиснути на нарвських купців. Втім після поразки у московсько-лівонській війні 1480—1481 років магістр не був певний у спробі протидіяти. Тому 1493 році погодився подовжити Новогородську угоду на наступні 10 років, за якою Орден повинен був сплачувати так звану «юр'ївську данину». Вже 1494 року Йоганн Фрейтаг фон Лорінггофен помирає, а новим магістром було обрано Вальтера фон Плеттенберга.